# فینال کوپا آمریکا ۲۰۲۴
فینال کوپا آمریکا ۲۰۲۴ دیدار نهایی کوپا آمریکا ۲۰۲۴ است. این مسابقه چهل و هشتمین فینال کوپا آمریکا خواهد بود، یک تورنمنت چهارساله که توسط تیم‌های ملی مردان اتحادیه‌های عضو کونمبول به رقابت می‌پردازد. این نسخه همچنین دارای تیم‌هایی از کونکاکاف است و در ایالات متحده میزبانی شد. این مسابقه در ۱۴ ژوئیهٔ ۲۰۲۴ در ورزشگاه هارد راک در میامی گاردنز، فلوریدا برگزار شد.
این مسابقه میان تیم ملی فوتبال آرژانتین، مدافع عنوان قهرمانی ، سی‌امین بازی فینال خود، و تیم ملی فوتبال کلمبیا، سومین فینال خود در این رقابت‌ها است. از ۲۹ فینال پیشین، آرژانتین یک رکورد مشترک ۱۵ عنوان قهرمانی را به‌دست‌آورد، در حالی که کلمبیا آخرین فینال خود را در سال ۲۰۰۱ برد. آرژانتین در دقایق اضافه بازی با زدن گل تیم کلمبیا را ۱-۰ شکست داد و قهرمان این دوره رقابت ها شد. و با این پیروزی این ۱۶ بار است که آرژانتین قهرمان این رقابت ها میشود.

## سرگرمی
پیش از آغاز فینال خواننده های دو کشور سرود های ملی کشور خود را خواندند.